# Vivian Hsu

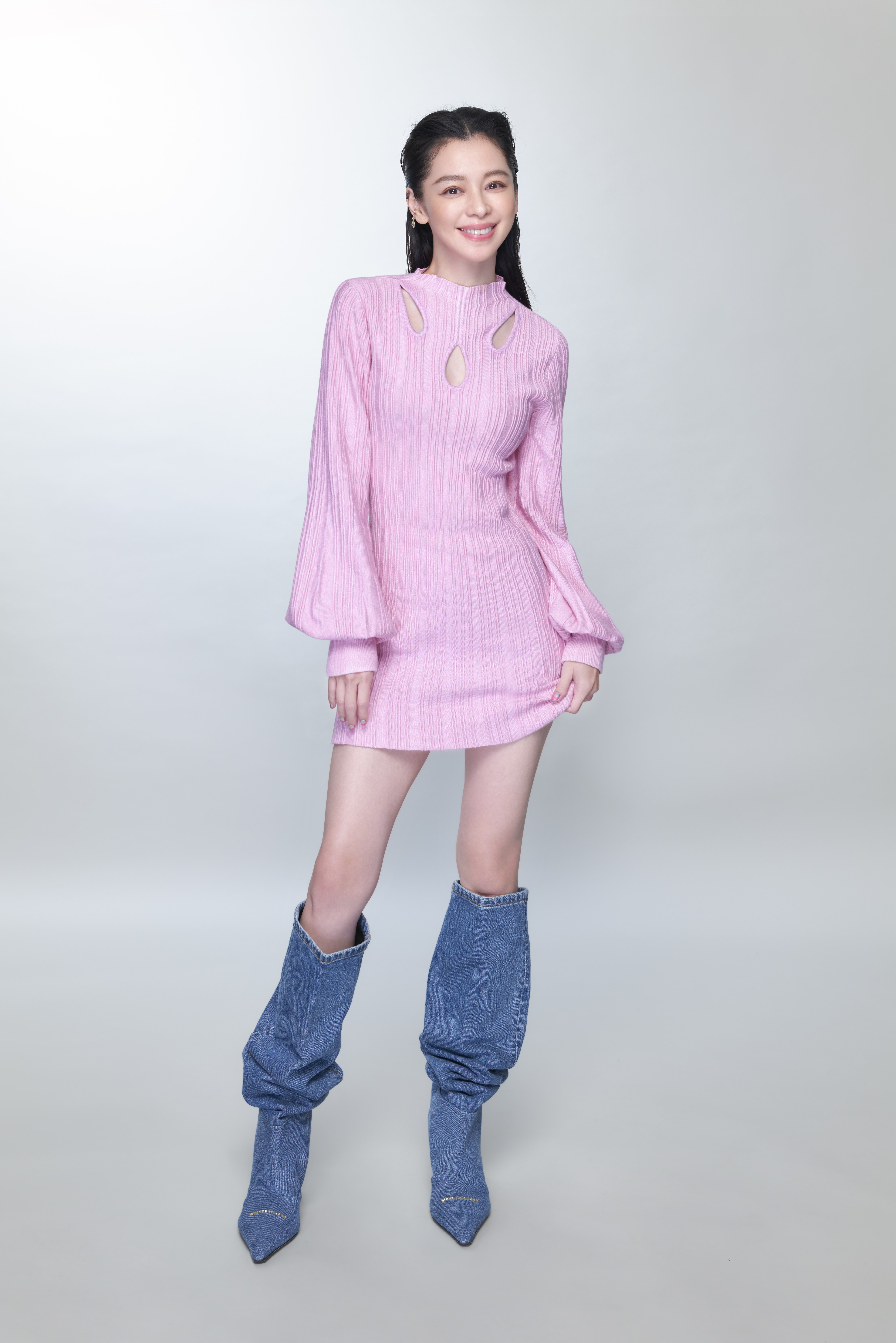
Vivian Hsu (2022)

Vivian Hsu (chinesisch 徐若瑄, Pinyin Xú Ruòxuān, W.-G. Hsü Jo-hsüan; * 19. März 1975 als Hsu Shu-chuan 徐淑娟,  Xú Shújuān,  Hsu Shu-chüan in Taichung, Taiwan) ist eine Popsängerin, Liedtexterin, Schauspielerin sowie Fotomodell.

## Biografie
Im Alter von 15 Jahren gewann die Taiwanerin einen Schönheitswettbewerb und wurde daraufhin als Sängerin in der taiwanischen Girlband Shàonǔ Dùi (少女隊) eingesetzt. Wie viele chinesische Künstler legte auch sie sich einen von der westlichen Welt beeinflussten Künstlernamen zu und tritt seither als Vivian Hsu in der Öffentlichkeit auf. Nach ersten Erfolgen mit der Band, begann die junge Taiwanerin auch als Solokünstlerin zu etablieren und arbeitete hier unter anderem mit dem erfolgreichen Komponisten Jay Chou zusammen. Infolgedessen trat sie in Japan und im asiatischen Raum in verschiedenen Fernsehshows auf und übernahm auch Gastrollen in Serien. Neben ihrer erfolgreichen Karriere als Mandopopmusikerin und Interpretin von japanischen Liedern ist Vivian Hsu auch ein gefragtes Fotomodell. 
Durch ihre Bekanntheit erhielt sie 2001 auch eine Rolle in dem Actionfilm Spion wider Willen. Neben Jackie Chan spielt sie die weibliche Hauptrolle. 2011 spielte sie in dem Historiendrama Warriors of the Rainbow: Seediq Bale mit.